# 2 cm KwK 30
2 cm KwK 30 L/55 (от нем. 2 cm Kampfwagenkanone 30 L/55) — германская автоматическая 20-мм танковая пушка, использовавшаяся главным образом в качестве основного вооружения лёгкого танка PzKpfw II. Оснащённые ею машины принимали участие в боевых действиях в гражданской войне в Испании и во Второй мировой войне.
KwK 30 послужила основой для 20 mm C/30, экспериментальной авиационной пушки, устанавливавшейся для испытаний на некоторые истребители Heinkel He 112. В авиационном варианте пушка проявила себя как превосходное оружие для атак наземных целей с воздуха в гражданской войне в Испании. Однако для люфтваффе наземные цели не считались приоритетными, поэтому на другие типы самолётов такая авиационная пушка не устанавливалась.
Усовершенствованный вариант пушки, 2 cm KwK 38 L/55 (2 cm Kampfwagenkanone 38 L/55), использовался для вооружения танка PzKpfw II, начиная с модификации Ausf. E.

## Боеприпасы
Автоматическая пушка KwK 30 использовала боеприпасы калибра 20x138 мм. от зенитного орудия FlaK 30.
- PzGr патрон с бронебойным снарядом
- PzGr.40 патрон с бронебойным подкалиберным снарядом с сердечником
- s.Pz.B.41 патрон с бронебойным подкалиберным снарядом с сердечником
- 2 cm Sprgr.39 патрон с осколочным снарядом

| Патрон                                                                                               | Тип                                       | Описание                                                                              | Масса | Скорость |
| --- | ----------------------------------------- | ------------------------------------------------------------------------------------- | ----- | -------- |
| 2 cm Sprenggranatpatrone Leuchtspur (Sprgr. Patr. L/Spur)                                            | Осколочный — трассирующий                 | Введен с 07/12/1937, разрывной патрон с трассёром                                     | 115 г | 888 м/с  |
| 2 cm Sprenggranatpatrone Brand (Sprgr. Patr.Br.)                                                     | Осколочно-зажигательный                   | Разрывной патрон, начинённый белым фосфором                                           | 100 г | 1050 м/с |
| 2 cm Brand Sprenggranatpatrone Verkürzt Leuchtspur Warme Übertragung (Br. Sprgr. Patr. vk L/Spur W.) | Осколочно-зажигательный — трассирующий    | Разрывной патрон, начинённый белым фосфором. Самоликвидатор на 5,5 с. (2000 м.)       | 132 г | 995 м/с  |
| 2 cm Brand Sprenggranatpatrone Leuchtspur (Br. Sprgr. Patr. L/Spur)                                  | Осколочный — зажигательный — трассирующий | Разрывной патрон, начинённый белым фосфором массой 3 г. с трассёром                   | 100 г | 1050 м/с |
| 2 cm Sprenggranate 39 (Sprgr. 39)                                                                    | Осколочный                                | Разрывной патрон                                                                      | 132 г | 995 м/с  |
| 2 cm Panzergranatpatrone Leuchtspur (Pz.Gr.L’spur)                                                   | Бронебойный — трассирующий                | Введен с 07/12/1937, бронебойный патрон с трассёром                                   | 148 г | 780 м/с  |
| 2 cm Panzergranatpatrone L’spur mit Zerleger (Pz.Gr. L/Spur m. Zerl.)                                | Бронебойный — трассирующий                | Введен с 07/12/1937, бронебойный патрон с трассёром. Самоликвидатор на 2 с. (1000 м.) | 146 г | 830 м/с  |
| 2 cm Panzergranatpatrone (Pz.Gr.)                                                                    | Бронебойный                               | Бронебойный патрон образца 1939 года                                                  | 148 г | 780 м/с  |
| 2 cm Panzergranatpatrone 40 (Pz.Gr. 40)                                                              | Бронебойный — подкалиберный               | Бронебойный патрон с вольфрамовым стержнем                                            | 100 г | 1050 м/с |
| 2 cm Sprenggranatpatrone Leuchtspur Übung (Sprgr. Patr. L/Spur Üb.)                                  | Учебный                                   | Практический патрон с трассёром, симулирующий применение Sprgr. Patr. L/Spur          | 148 г | 995 м/с  |
| 2 cm Sprenggranatpatrone Übung (Sprgr. Patr. Üb.)                                                    | Учебный                                   | Практический патрон, симулирующий применение Sprgr. Patr.                             | 115 г | 995 м/с  |

Список сокращений:
- Br.: Brand (зажигательный)
- L/Spur: Leuchtspur (трассирующий).
- Pzgr.: Panzergranate (противотанковый).
- Sprgr.: Sprenggranate (разрывной).
- m.: mit" (с)
- Üb.: Übung (учебный).
- vk.:Verkürzt («укороченный» означает трассёр с небольшой дистанцией).
- W.: Warme Übertragung («теплопередача» указывает, что трассёр инициирует уничтожение боеголовки после определённого периода).
- Zerl.:Zerlegung (самоликвидация).

### Бронебойность
| Патрон   | Тип           | Масса | Скорость | Уклон | 100 м | 500 м | 1000 м |
| -------- | ------------- | ----- | -------- | ----- | ----- | ----- | ------ |
| PzGr.    | Бронебойный   | 148 г | 780 м/с  | 30°   | 20 мм | 14 мм | 9 мм   |
| PzGr. 40 | Подкалиберный | 100 г | 1050 м/с | 30°   | 40 мм | 20 мм | /      |

## Применение
Бронемашины: 
- Pz.Kpfw. II (полное название Panzerkampfwagen II Sd.Kfz. 121 известен и как  Т-II) 
  - PzKpfw II Ausf L «Luchs»
- SdKfz 222 Leichter Panzerspähwagen
  - SdKfz 223 Leichter Panzerspähwagen
- Sd.Kfz.231 (6-Rad) Schwerer Panzerspähwagen — бронеавтомобиль с колёсной формулой 6×4, выпускавшийся в 1932—1937 годах
  - SdKfz 232 (6-Rad) Schwerer Panzerspähwagen
- Sd.Kfz.231 (8-Rad) Schwerer Panzerspähwagen — бронеавтомобиль с колёсной формулой 8×8, выпускавшийся в 1937—1943 годах
  - SdKfz 232 (8-Rad) Schwerer Panzerspähwagen
- Sd.Kfz.234/1 Schwerer Panzerspähwagen